# Ecuvillens
Ecuvillens (Ekuviyin  en patois fribourgeois) est une localité et une ancienne commune suisse du canton de Fribourg, située dans le district de la Sarine.

## Histoire
Le nom d'Ecuvillens, dont les formes anciennes étaient Escuvillens et Scuvillens, désigne les descendants de Scubiculus, légionnaire romain ayant reçu cette terre à titre de prime. En 1138, une famille vivait dans un château situé au bord de la Glâne mais elle resta sans descendance et abandonna le château. L'ancienne commune a fait partie de la seigneurie d'Arconciel jusqu'en 1484, puis du bailliage d'Illens jusqu'en 1798.
Ecuvillens a fusionné avec Posieux pour former la commune d'Hauterive en 2001.

## Curiosités
- L'église paroissiale dédiée à la Vierge

- L'aérodrome régional de Fribourg-Ecuvillens

- Le musée Jo Siffert